# Samsung Galaxy S4 mini
Samsung Galaxy S4 mini (номера моделей GT-I9190) — мини-версия флагманского смартфона 2013 года Samsung Galaxy S4 от компании Samsung Electronics. Смартфон был представлен 4 июня 2013 года, спустя 3 месяца после «макси»-версии смартфона.

## Технические характеристики
Корпус выполнен в дизайне S4, но меньшего размера, а аппаратная начинка имеет меньшие характеристики по сравнению с S4, но в нём представлен практически всю ту же функциональность, что и у старшей модели. S4 mini имеет Super AMOLED дисплей диагональю 4.3" и с разрешением 960x540, двухъядерный процессор Qualcomm Snapdragon 400 с частотой 1,7 ГГц, 1,5 ГБ оперативной и 8/16 ГБ постоянной памяти. У телефона 8 Мп основная и 1,9 Мп фронтальная камеры. Как и в S4, имеется инфракрасный (ИК) порт без возможности обучения и предустановленная программа WatchON — для управления бытовой техникой. В отличие от старшей модели S4 в S4 mini присутствует радиоприёмник (FM-тюнер). Изначально смартфон работает под управлением операционной системы Android 4.2.2 «Jelly Bean» с пользовательским интерфейсом TouchWiz от Samsung. В 2014 году вышло обновление прошивок до Android версии 4.4.2 «KitKat».
Вместе с моделью Samsung Galaxy S4 mini GT-I9190 были выпущены ещё две модели: GT-I9192 с двумя SIM-картами и GT-I9195 с поддержкой LTE и NFC. В начале 2014 года появилась модель Samsung Galaxy S4 mini Black Edition как разновидность модели GT-I9195 — с чёрным цветом корпуса, отделкой пластиковой задней крышки «под кожу» и предустановленным набором платного программного обеспечения (в подарок). Также в начале 2014 года модели GT-I9190 и GT-I9192 вышли и в линейке женских телефонов Samsung LaFleur.